# Zettemin
 Zettemin là một đô thị thuộc huyện Mecklenburgische Seenplatte (trước thuộc Vorpommern-Greifswald (trước thuộc Demmin)), bang Mecklenburg-Vorpommern, Đức. Đô thị Zettemin có diện tích 18,79 km², dân số thời điểm ngày 31 tháng 12 năm 2006 là 373 người.